# Moon Safari
Moon Safari – pierwszy długogrający album francuskiego duetu Air, wydany w 1998. Płytę promowały single "Sexy Boy", "Kelly Watch the Stars" i "All I Need" (w którym gościnnie śpiewa Beth Hirsch). Moon Safari zadebiutowało na 6. miejscu UK album charts.
14 kwietnia 2008 Virgin Records wydało reedycję Moon Safari z okazji 10. rocznicy premiery płyty. Do albumu dołączono książkę o zespole, film dokumentalny na DVD i dodatkową płytę z remiksami, wersjami demo i nagraniami na żywo.

## Spis utworów
1. "La Femme d'Argent" – 7:10
2. "Sexy Boy" – 4:57
3. "All I Need" – 4:28
4. "Kelly Watch the Stars" – 3:44
5. "Talisman" – 4:16
6. "Remember" – 2:34
7. "You Make It Easy" – 4:00
8. "Ce Matin-Là" – 3:38
9. "New Star in the Sky (Chanson pour Solal)" – 5:38
10. "Le Voyage de Pénélope" – 3:10

## 10th Anniversary Reissue

### CD 2
1. "Remember" (David Whitaker Version)
2. "Kelly Watch the Stars" (Live on the BBC, 1998)
3. "J'ai Dormi Sous L'Eau" (Live on the BBC, 1998)
4. "Sexy Boy" (Live on the BBC, 1998)
5. "Kelly Watch the Stars" (The Moog Cookbook Remix)
6. "Trente Millions D'Amis" (Live on KCRW radio, 1998)
7. "You Make It Easy" (Live on KCRW, 1998)
8. "Bossa 96" (Demo)
9. "Kelly Watch the Stars" (Demo)
10. "Sexy Boy" (Beck "Sex Kino Mix")

### DVD of 2008 10th Anniversary Reissue
- "Eating Sleeping Waiting & Playing" reż. Mike Mills
- Teledyski do utworów "Sexy Boy", "Kelly Watch the Stars", "All I Need" i "Le Soleil Est Pres De Moi"
- Zdjęcia i scenorysy

## Twórcy
- Alf (Stephane Briat) – klaskanie
- Jean-Benoît Dunckel – keyboardy, syntezatory, organy, śpiew, pianino, fletnia Pana, klaskanie, Glockenspiel
- Enfants square Burcq – śpiew
- Nicolas Godin – bas, syntezatory, perkusja, śpiew, gitara, klaskanie, harmonijka ustna, glockenspiel, pianino, organy, fletnia Pana, bębny
- Beth Hirsch – śpiew
- Caroline L. – klaskanie
- Marlon – bębny
- Eric Regert – organy
- David Whitaker – aranżacja instrumentów smyczkowych, dyrygowanie
- P. Woodcock – gitara, tuba